# Zuccotti Park
O Zuccotti Park, anteriormente denominado Liberty Plaza Park, é um parque acessível ao público de 3.200 m2 localizado em Lower Manhattan, Nova York. É um espaço público de propriedade privada  controlado pela Brookfield Properties e Goldman Sachs. O parque foi criado em 1968 após os proprietários negociarem sua criação com as autoridades da cidade. Foi nomeado Liberty Plaza Park porque estava situado ao lado de One Liberty Plaza, que fica entre a Broadway, a Trinity Place, a Liberty Street e a Cedar Street. O canto noroeste do parque fica do outro lado da rua do Four World Trade Center. Tem sido popular com turistas locais e trabalhadores financeiros.
O parque foi fortemente danificado nos ataques de 11 de setembro e nos esforços subsequentes de recuperação de 2001. A praça foi usada mais tarde como local de vários eventos comemorativos do aniversário dos ataques. Após reformas em 2006, o parque foi rebatizado por seus atuais proprietários, Brookfield Office Properties, em homenagem ao então presidente da empresa, John Zuccotti. Em 2011, a praça tornou-se o local do protesto dochamado de Occupy Wall Street, durante o qual ativistas ocuparam a praça e a usaram como um palco para seus protestos em todo o distrito financeiro de Manhattan.

## História

### Desenvolvimento
A área foi o local da primeira cafeteria na cidade colonial de Nova York, The King's Arms, que abriu sob a posse do tenente John Hutchins em 1696. Ela ficava no lado oeste da Broadway entre a Crown (agora Liberty) e Little Queen (agora Cedar Street. Em 5 de novembro de 1773, convocado pelos Filhos da Liberdade, uma enorme multidão se reuniu do lado de fora do café para denunciar a Lei do Chá e agentes da Companhia Britânica das Índias Orientais que estavam lidando com cargas de chá. Foi talvez a primeira manifestação pública em oposição à Lei do Chá nas colônias americanas.

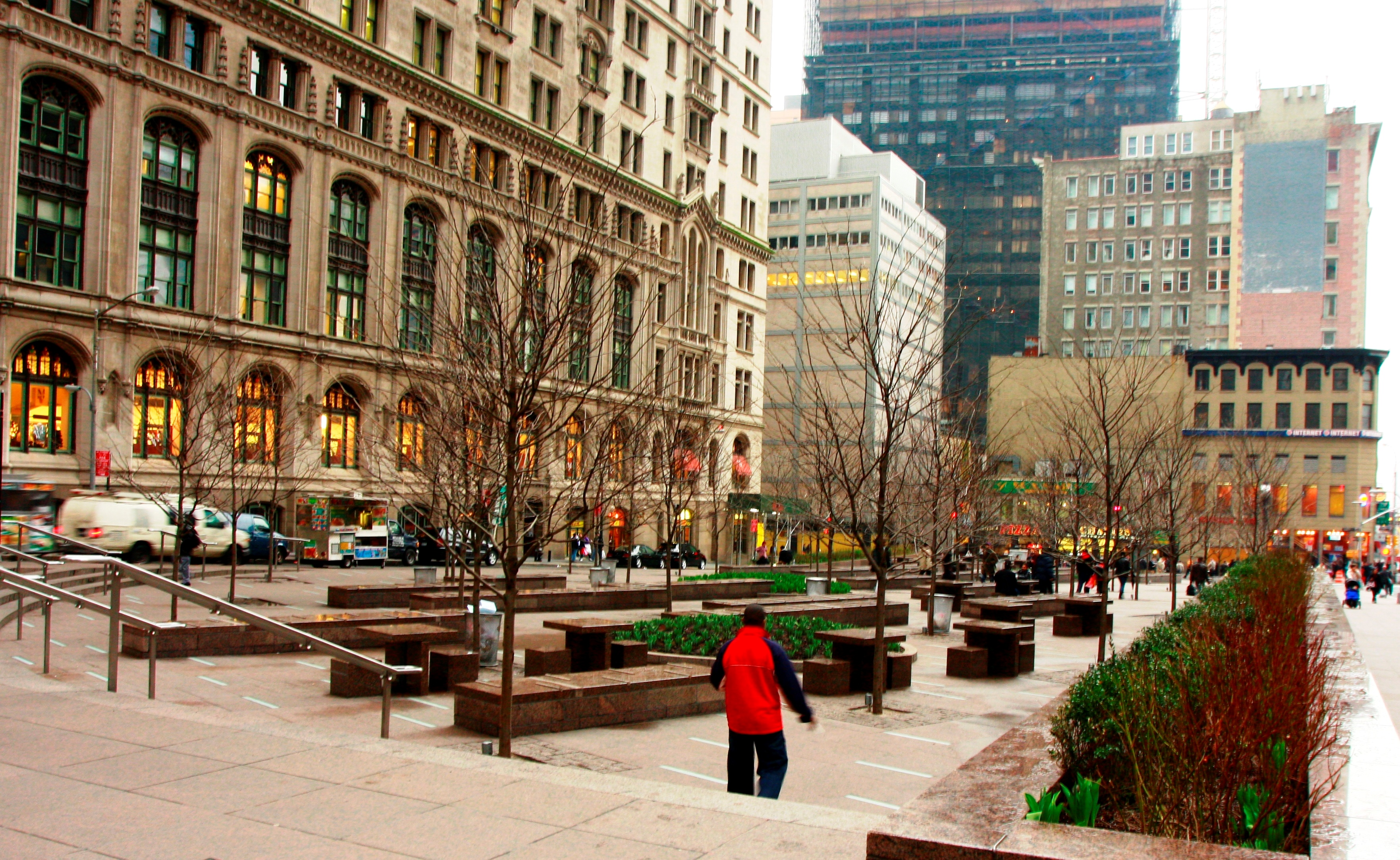
Vista do parque em 2008.

O parque, antigamente chamado Liberty Plaza Park, foi criado em 1968 pela US Steel, sediada em Pittsburgh, em troca de um bônus de altura para um prédio adjacente na época de sua construção. O US Steel Building, que substituiu o demolido Singer Building, é atualmente conhecido como One Liberty Plaza. O parque era um dos poucos espaços abertos com mesas e assentos no Distrito Financeiro. Localizado a um quarteirão do World Trade Center, foi coberto com detritos e, posteriormente, usado como área de preparação para os esforços de recuperação após a destruição do World Trade Center em 11 de setembro de 2001. Como parte da reconstrução da parte baixa de Manhattan esforços, o parque foi reclassificado, as árvores foram plantadas e as mesas e cadeiras foram restauradas.
Em 1 de junho de 2006, o parque reabriu após uma reforma de US$ 8 milhões projetada pela Cooper, Robertson & Partners. Foi renomeado para Zuccotti Park em homenagem a John E. Zuccotti, ex-presidente da Comissão de Planejamento da Cidade e primeiro vice-prefeito de Abe Beame e o então presidente da Brookfield Properties, que usou dinheiro privado para reformar o parque. Atualmente, o parque possui uma grande variedade de árvores, calçadas de granito, mesas e bancos, além de luzes embutidas no solo, que iluminam a área. Com sua proximidade ao Marco Zero, o Zuccotti Park é um destino turístico popular. A cruz do World Trade Center, que foi anteriormente abrigada na Igreja Católica Romana de São Pedro , foi apresentada em uma cerimônia realizada no Parque Zuccotti antes de ser transferida para o Memorial do 11 de setembro. O parque ganhou o American Institute of Architects Honor Award de 2008 pelo Regional and Urban Design e foi destaque nas revistas Architectural Record e International New Architecture.

## Esculturas
O parque abriga duas esculturas: Joie de Vivre, de Mark di Suvero, e Double Check, um empresário de bronze sentado em um banco, de John Seward Johnson II. Joie de Vivre, uma escultura de 21 metros de altura composta de vigas vermelhas brilhantes, foi instalada no Parque Zuccotti em 2006, tendo sido removida de sua instalação anterior no Storm King Art Center. Benjamin Genocchio, um crítico de arte australiano, comentou que a escultura combinava com a locação "ecoando bem os arranha-céus ao redor".
No dia dos ataques de 11 de setembro houve muito caos e poeira na região do Zuccotti Park. A escultura do Double Check acabou ficando imersa em meio às fuligens, levando os bombeiros e equipes de salvamentos a confundiram a estátua com uma pessoa que estivesse precisando de ajuda. A confusão só era desfeita muitas vezes após a remoção da poeira e encontro com a superfície de bronze. Double Check acabou ficando muito danificado e foi removido ao estúdio de John Seward Johnson II para conserto. O autor da obra decidiu deixar uma das partes danificadas para relembrar o trágico dia, transformado a escultura em uma homenagem aos vários empresários que morreram naquele dia. No final de 2018 a estátua foi removida de local, indo de uma extremidade do parque para a outra.

## MovimentoOccupy Wall Street
Durante o movimento Occupy Wall Street, muitos manifestantes habitavam o Parque Zuccotti e passavam seus dias e noites ali, apesar das regras do parque proibirem a pernoite. Tentativas de desocupação foram feitas pelo Departamento de Polícia de Nova York para dispersar os manifestantes, mas não surtiram efeito até 15 de novembro de 2011, quando foram substancialmente despejadas. Naquela época, policiais iluminaram a área com holofotes e começaram a limpar o parque. Barracas, lonas e outras formas de abrigos foram imediatamente removidos, mas os manifestantes começaram a resistir a serem expulsos do parque. Isto levou à pulverização de gás de pimenta e à detenção de alguns manifestantes. Depois que o parque foi reaberto ao público, ficou claro que os manifestantes ainda podiam exercer seus direitos civis, mas isso não incluía dormir e acampar no parque. Alguns manifestantes tentaram permanecer no local depois disso, o que levou a um conflito contínuo com a polícia.